# Alloza
Alloza ist eine Gemeinde in der Provinz Teruel in der Autonomen Region Aragón in Spanien. Sie liegt in der Comarca Andorra-Sierra de Arcos und hatte 2024 551 Einwohner.

## Lage
Alloza liegt etwa 70 Kilometer (Luftlinie) in nordnordöstlicher Richtung von der Provinzhauptstadt Teruel und etwa 100 Kilometer (Luftlinie) südsüdöstlich von Saragossa in einer Höhe von ca. 670 m.

## Bevölkerungsentwicklung
| Jahr      | 1970 | 1981 | 1991 | 2001 | 2011 | 2021 |
| Einwohner | 1169 | 1006 | 913  | 720  | 671  | 576  |

Die Mechanisierung der Landwirtschaft sowie die Aufgabe bäuerlicher Kleinbetriebe und der daraus resultierende Verlust an Arbeitsplätzen haben seit der Mitte des 20. Jahrhunderts zu einer Landflucht geführt.

## Sehenswürdigkeiten

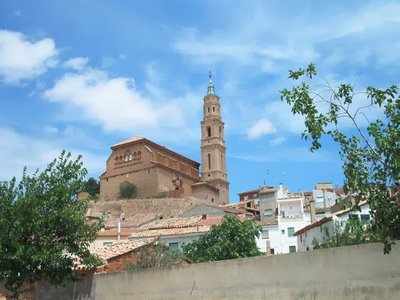
Kirche der Unbefleckten Empfängnis
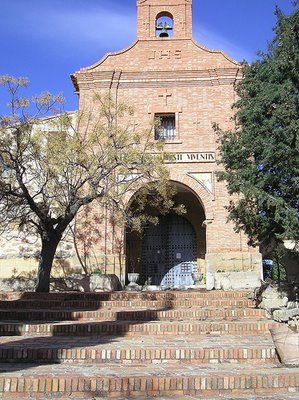
Kalvarienkapelle
- Blasiuskapelle
- Gregoriuskapelle
- Rochuskapelle
- Marienkapelle

- Kirche der Unbefleckten Empfängnis
- Kalvarienkapelle

## Persönlichkeiten
- Joaquín Carbonell (1947–2020), Sänger und Dichter
- Pablo Tomeo (* 2000), Fußballspieler